# Sibang Kaja
Sibang Kaja is een bestuurslaag in het regentschap Badung van de provincie Bali, Indonesië. Sibang Kaja telt 6062 inwoners (volkstelling 2010).